# Rakuten Japan Open Tennis Championships 2022
Rakuten Japan Open Tennis Championships 2022 (japonsky: 2022 年楽天ジャパン・オープン・テニス選手権 [Rakuten džapan ópun tenisu senšuken]) byl profesionální tenisový turnaj hraný jako součást mužského okruhu ATP Tour na otevřených dvorcích s tvrdým povrchem v Tenisovém parku Ariake a centrem Ariake Coliseum. Čtyřicátý osmý ročník Japan Open Tennis Championships se konal mezi 3. až 9. říjnem 2022 v japonské metropoli Tokiu. V letech 2020 a 2021 byl zrušen kvůli pandemii covidu-19.
Turnaj dotovaný 2 108 110 dolary patřil do kategorie ATP Tour 500. Nejvýše nasazeným singlistou se stal druhý tenista světa Casper Ruud z Norska. Jako poslední přímý účastník do dvouhry nastoupil 90. hráč žebříčku, Polák Kamil Majchrzak. V důsledku invaze Ruska na Ukrajinu na konci února 2022 řídící organizace tenisu ATP, WTA a ITF s grandslamy rozhodly, že ruští a běloruští tenisté mohli dále na okruzích startovat, ale do odvolání nikoli pod vlajkami Ruska a Běloruska.
Čtvrtý singlový titul na okruhu ATP Tour vybojoval 24letý Američan Taylor Fritz, který se premiérově posunul do elitní světové desítky, na 8. místo. Čtyřhřu ovládl americko-brazilský pár Mackenzie McDonald a Marcelo Melo, jehož členové si odvezli první společnou trofej.

## Rozdělení bodů a finančních odměn

### Rozdělení bodů
| Soutěž  | Soutěž      | vítězové | finalisté | semifinalisté | čtvrtfinalisté | 16 v kole | 32 v kole | Q  | Q2 | Q1 |
| ------- | ----------- | -------- | --------- | ------------- | -------------- | --------- | --------- | -- | -- | -- |
| dvouhra | [ 7 ] [ 8 ] | 500      | 300       | 180           | 90             | 45        | 0         | 20 | 10 | 0  |
| čtyřhra | [ 9 ]       | 500      | 300       | 180           | 90             | 0         | —         | 45 | 25 | —  |

### Finanční odměny
| Soutěž                              | Soutěž      | vítězové  | finalisté | semifinalisté | čtvrtfinalisté | 16 v kole | 32 v kole | Q2      | Q1      |
| ----------------------------------- | ----------- | --------- | --------- | ------------- | -------------- | --------- | --------- | ------- | ------- |
| dvouhra                             | [ 8 ] [ 7 ] | 365 275 $ | 196 540 $ | 104 745 $     | 53 520 $       | 28 565 $  | 15 235 $  | 7 810 $ | 4 380 $ |
| čtyřuhra                            | [ 9 ]       | 119 980 $ | 63 990 $  | 32 370 $      | 16 190 $       | 8 380 $   | —         | —       | —       |
| částka ve čtyřhře je uvedena na pár |             |           |           |               |                |           |           |         |         |

## Dvouhra

### Nasazení
| Stát                         | Hráč             | ATP | Nasazení |
| ---------------------------- | ---------------- | --- | -------- |
| Norsko                       | Casper Ruud      | 2.  | 1.       |
| Spojené království           | Cameron Norrie   | 8.  | 2.       |
| USA                          | Taylor Fritz     | 12. | 3.       |
| USA                          | Frances Tiafoe   | 19. | 4.       |
| Austrálie                    | Nick Kyrgios     | 20. | 5.       |
| Austrálie                    | Alex de Minaur   | 22. | 6.       |
| Kanada                       | Denis Shapovalov | 24. | 7.       |
| Spojené království           | Dan Evans        | 25. | 8.       |
| Chorvatsko                   | Borna Ćorić      | 26. | 9.       |
| Žebříček ATP k 26. září 2022 |                  |     |          |

### Jiné formy účasti
Následující hráči obdrželi divokou kartu do hlavní soutěže:
- Jasutaka Učijama
- Josuke Watanuki

Následující hráči postoupili z kvalifikace:
- Rio Noguči
- Ramkumar Ramanathan
- Šó Šimabukuro
- Juta Šimizu

Následující hráč postoupil z kvalifikace jako šťastný poražený:
- Hiroki Morija

#### Odhlášení
před zahájením turnaje
- Jenson Brooksby → nahradil jej  Ceng Čchun-sin
- Marcos Giron → nahradil jej  Kamil Majchrzak
- Cameron Norrie→ nahradil jej  Hiroki Morija
- João Sousa → nahradil jej  Steve Johnson
- Alexander Zverev → nahradil jej  Alexei Popyrin

## Čtyřhra

### Nasazení
| Stát                                                                                  | Hráč               | Stát      | Hráč                 | ATP  | Nasazení |
| ------------------------------------------------------------------------------------- | ------------------ | --------- | -------------------- | ---- | -------- |
| Austrálie                                                                             | Thanasi Kokkinakis | Austrálie | Nick Kyrgios         | 34.  | 1.       |
| Austrálie                                                                             | Matthew Ebden      | Austrálie | Max Purcell          | 69.  | 2.       |
| Brazílie                                                                              | Rafael Matos       | Španělsko | David Vega Hernández | 74.  | 3.       |
| Spojené království                                                                    | Dan Evans          | Austrálie | John Peers           | 108. | 4.       |
| Žebříček ATP k 26. září 2022; číslo je součtem žebříčkového postavení obou členů páru |                    |           |                      |      |          |

### Jiné formy účasti
Následující páry obdržely divokou kartu do hlavní soutěže:
- Tošihide Macui /  Kaitó Uesugi
- Jošihito Nišioka /  Kaiči Učida

Následující pár postoupil z kvalifikace: 
- Sander Gillé /  Joran Vliegen

### Odhlášení
před zahájením turnaje
- Taró Daniel /  Marcos Giron → nahradili je  Brandon Nakashima /  Hunter Reese
- Miomir Kecmanović /  João Sousa → nahradili je  Hans Hach Verdugo /  Miomir Kecmanović
- Pedro Martínez /  Cameron Norrie → nahradili je  Pedro Martínez /  Bernabé Zapata Miralles

## Přehled finále

### Mužská dvouhra
- Taylor Fritz vs.  Frances Tiafoe, 7–6(7–3), 7–6(7–2)

### Mužská čtyřhra
- Mackenzie McDonald /  Marcelo Melo vs.  Rafael Matos /  David Vega Hernández, 6–4, 3–6, [10–4]